# Александър Амфитеатров
Александър Валентинович Амфитеатров (на руски: Александр Валентинович Амфитеатров) е руски писател, публицист, драматург, автор на сатирични стихотворения.

## Биография и творчество
Роден в Калуга в семейството на протойерея, впоследствие настоятел на Архангелския събор в Кремъл. По образование юрист, започва публицистичната си дейност на/от страниците на хумористичните руски списания „Будилник“ и „Осколки“, откъдето се запознава с Антон Чехов.
Автор на своеобразна енциклопедия по демонология на Средновековието, излязла през 1911 г. под заглавието „Дяволът в живота, легендите и в литературата на Средните векове“. След руските революции от 1917 г. напуска родината си и пребивава и твори в изгнание. Умира през 1938 година в Леванто.
Творчеството на Амфитеатров е послужило като първооснова при изработването на образа на Воланд и неговата свита в „Майстора и Маргарита“ на Михаил Булгаков.